# Pic Castellví
El pic Castellvi és un turó de 350 metres d'altitud situat a la península Hurd a l'illa Livingston, a l'Antàrtida. Està situat a 800 m al nord-est del pic MacGregor i 1,4 km al sud-oest de Dorotea bec. Rep el seu nom de l'oceanògrafa catalana Josefina Castellví i Piulachs, degana del Programa Antàrtic Espanyol i primera dona de l'estat espanyol a participar en una expedició internacional a l'Antàrtida col·laborant, d'una manera rellevant, en l'organització de la recerca juntament amb Antoni Ballester i Nolla i en la instal·lació de la Base Antàrtica Espanyola Joan Carles I a l'illa Livingston, de la qual fou cap del 1989 al 1993.